# Yannick Bosc
 (février 2024).
Si vous disposez d'ouvrages ou d'articles de référence ou si vous connaissez des sites web de qualité traitant du thème abordé ici, merci de compléter l'article en donnant les références utiles à sa vérifiabilité et en les liant à la section « Notes et références ».
Yannick Bosc (né en 1960) est un historien français de la Révolution française et de ses principes philosophico-politiques. Il est notamment spécialiste de la figure de Robespierre.
Auteur d'une thèse sur La terreur des droits de l’homme. Le républicanisme de Thomas Paine et le moment thermidorien (2000, publiées aux éditions Kimé en 2016), il est maître de conférences à l'Université de Rouen-Normandie, chercheur au GRHis et chercheur associé au GREECS (Université de Barcelone). Il est l'un des éditeurs du Thomas Paine Collected Writings Project, Princeton University, 2026. Il co-anime le séminaire "L'Esprit des Lumières et de la Révolution" et coordonne la revue en ligne Révolution-française.net.
Lors de l'élection présidentielle de 2022, il apporte son soutien à Jean-Luc Mélenchon.

## Publications
- Républicanismes et droit naturel à l'époque moderne. Des humanistes aux révolutions des droits de l'homme et du citoyen, (en co-direction avec Marc Belissa et Florence Gauthier), Paris, Kimé, 2009.
- Robespierre. La Fabrication d'un mythe (avec Marc Belissa), Paris, Ellipses, 2013.
- Citoyenneté, République, Démocratie en France, 1789-1899, (avec Marc Belissa, Rémi Dalisson, Marc Deleplace), Paris, Ellipses, 2014.
- « Robespierre et l'amour des lois », Jus Politicum, n° 10 en ligne.
- Cultures des républicanismes. Pratiques, représentations, concepts, de la Révolution anglaise à aujourd’hui, Paris, Kimé, 2015, 277 p. (en co-direction avec Rémi Dalisson, Jean-Yves Frétigné, Christopher Hamel et Carine Lounissi).
- La Terreur des droits de l’homme. Le républicanisme de Thomas Paine et le moment thermidorien, Paris, Kimé, 2016.
- Hannah Arendt, la révolution et les Droits de l’Homme (en co-direction avec Emmanuel Faye), Paris, Kimé, 2019.
- Le peuple souverain et la démocratie. Politique de Robespierre, Paris, Éditions Critiques, 2019.
- Le Directoire. La République sans la démocratie (avec Marc Belissa), Paris, La fabrique, 2018, édition italienne Nel labirinto della Rivoluzione Francese. La Repubblica senza democrazia del Direttorio,  Alessandro Guerra trad., DeriveApprodi, 2021.
- Le Consulat de Bonaparte. La fabrique de l'Etat et la société propriétaire (avec Marc Belissa), Paris, La fabrique, 2021.
- La liberté contre le capitalisme. Le républicanisme du XVIIIe siècle et les révolutions à venir (avec David Casassas), Paris, Éditions Critiques, 2024 (Introduction en ligne).

Édition de sources et éditions critiques
- Les voix de la Révolution française. Projets pour la démocratie, Paris, La Documentation Française, 1990, 468 p. (avec Sophie Wahnich).
- Robespierre. Pour le bonheur et pour la liberté, Paris, La Fabrique, 2000, 349 p. (avec Florence Gauthier et Sophie Wahnich). Traduction en espagnol : Por la felicidad y por la libertad, Barcelone, El Viejo Topo, 2005.
- Albert Mathiez, La Réaction thermidorienne, Paris, La Fabrique, 2010, (Introduction et notes avec Florence Gauthier).
- Albert Mathiez, La Révolution française, Paris, Bartillat, 2012, (Introduction avec Florence Gauthier).
- Albert Mathiez, Révolution française et Révolution russe, Paris, Éditions Critiques, 2017, (introduction avec Florence Gauthier).
- Thomas Paine, La Justice agraire, Tracés. Revue de sciences humaines, n°33, 2017/2, p. 191-210, en ligne.
- Albert Mathiez, Robespierre et la république sociale, Paris, Éditions Critiques, 2018, 2ed augmentée 2024, (introduction avec Florence Gauthier).
- Thomas Paine, Lettre au peuple français, Lille, Éditions Laborintus, 2018.
- Découvrir Saint-Just  (avec Marc Belissa), Paris, Les Éditions Sociales, 2024 (Introduction en ligne).
- Jean-Pierre Faye, Terreur, Tolérance, Violence. Dictionnaire politique portatif , réédition, Paris, Gallimard Folio, 2025, (introduction et notes avec Emmanuel Faye).

## Entretiens
- Entretien (avec Marc Belissa) « Le Grand Méchant Robespierre », La Grande H., avril 2019, en ligne.